# 然维洛特
然维洛特（法語：Jainvillotte，法語發音：[ʒɛ̃vilɔt] ⓘ）是法国大東部大區孚日省的一个市镇，属于讷沙托区。

## 地理
然维洛特（48°15'28"N, 5°41'51"E）面积7.44 平方千米，位于法国大東部大區孚日省，该省份为法国东北部内陆省份，北起默兹省和默尔特-摩泽尔省，西接上马恩省，南至上索恩省和贝尔福地区省，东临上莱茵省和下莱茵省。
与然维洛特接壤的市镇（或旧市镇、城区）包括：博夫勒蒙、穆宗河畔锡尔库尔、让德勒维尔、朗达维尔、莱姆库尔、蓬皮埃尔、萨尔特。

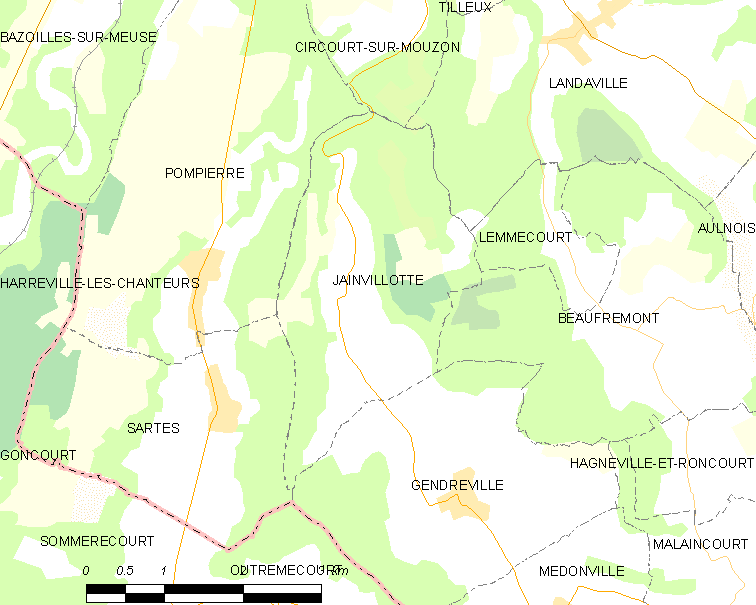
然维洛特的OSM定位图

然维洛特的时区为UTC+01:00、UTC+02:00（夏令时）。

## 行政
然维洛特的邮政编码为88300，INSEE市镇编码为88249。

## 政治
然维洛特所属的省级选区为讷沙托县。

## 人口

1962-2008年间然维洛特人口变化图示

然维洛特于2022年1月1日时的人口数量为72人。